# Шоен
Шоен (јап. 荘園), јапански термин који означава приватне поседе који су почели да се стварају у осмом веку приватизацијом јавног земљишта. На свом врхунцу, у дванаестом веку, овај земљопоседнички систем је постао најважнија политичка и економска институција. Ова имања су настала мелиорацијом земљишта, од земљишта које су верске институције добиле на поклон од цара или највиших званичника цивилне власти и, најчешће, предајом земље највишим племићима који су их могли ослободити пореза и спречити улазак од стране цивилних службеника. Начини оснивања ових поседа су се временом мењали, а као резултат тога, мењали су се и постајали све сложенији и они који су делили приход са ових поседа. Ова имања су постепено трансформисана у феуде које је контролисала класа ратника у периоду Камакура и потпуно су нестала до касног шеснаестог века.

## Историја
За разлику од феудалног поседа, који је додељивао шогун у замену за војну службу (и који, правно гледано, никада није припадао уживаоцу), шоене је додељивао царски двор у трајно власништво члановима царске породице, дворским племићима и будистичким манастирима, и најчешће их ослобађао пореза и изузимао их од власти провинцијских гувернера (кокуши). У име легалних власника шоена, који су већином живели у престоници (Кјото, Камакура), овим властелинствима управљали су управници или надзорници (џито). Од 12. до 16. века шоени и државна земља постепено су претворени у феуде, а сва земља у Јапану је из руку царског двора и цивилне власти прешла у руке ратника - војничког племства, феудалних господара (даимјо) и војне владе - шогуната.

### Период Хејан
Шоени су први пут створени у 8. веку од приватизоване државне земље (пре тога сва земља у Јапану припадала је цару) и до 12. века су постали главни извор приватног богатства и прихода за царску породицу, племство и храмове. Уз локалне и регионалне званичнике цивилне власти, и многи ратници учествовали су у процесу приватизације. Они су или стварали нова поља (углавном обрађивањем неискоришћене земље), или су успевали да запоседну оближњу јавну земљу. Ратници су затим предавали ову земљу племићима и храмовима, који су били у стању да прибаве легалне даровнице имунитета од пореза који се плаћао на земљу. Овај процес постепено је смањивао приходе цивилне владе, иако је користио племићима и храмовима који су делили приход од ових поседа са ратницима који су их предали. Ратници су такође повећавали своје приходе узурпирањем права на приход од шоена као и од јавне земље која је обезбеђивала политичку и економску базу цивилне власти.

### Период Камакура
Успостављање прве војне диктатуре у Јапану - Камакура шогуната (1185—1333) - означило је почетак систематског захватања ратника у шоене и јавну земљу. Процес преузимања био је у почетку спор, али је убрзао током 13. века. Као резултат, све већи део прихода од шоена и јавне земље узиман је од стране ратника на штету цара, племића и храмова, као и цивилне власти. У два наврата, 1184-1186 (после Гемпејског рата) и 1221 (после Џокју рата) шогунат је конфисковао на хиљаде имања од поражених непријатеља и поделио их ратницима на управу (џито). После 1230. забрањено је стварање нових шоена.

### Период Муромачи
У периоду Муромачи (1336—1573) извршено је систематско и потпуно претварање шоена и јавне земље у феудалне поседе, практично укидајући ове облике земљопоседа, који су били материјална и политичка основа вршилаца цивилне власти. За разлику од Камакура шогуната, Муромачи бакуфу наметнуо је порезе на регионалној основи и насилније је шттитио интересе ратничке класе у целини на рачун цивилног племства. У другој половини 15. века и у 16. веку, како је моћ шогуната слабила, ратници који су били једина власт на локалном и регионалном нивоу све агресивније су одузимали цивилном племству њихову преосталу државну земљу, шоене и друге изворе прихода. До средине 16. века, остало је мало шоена и мало државне земље.